# Marián Dudinský
Marián Dudinský (13. březen 1949 Košice – 26. květen 2008 Bratislava) byl slovenský disident.

## Životopis
Marián Dudinský po ukončení SVS byl v letech 1973 - 1976 absolventem žurnalistiky FF UK v Bratislavě. Pracoval jako redaktor Čs. rozhlasu v Košicích, Bratislavě a Praze. Po podpisu Charty 77 byl nucen pracovat jako dělník, číšník a řidič tramvaje.
V letech 1985 - 1990 byl vězněn pro údajný trestný čin vyzvědačství podle § 105 tr. zákona, vykonstruovaný StB za návštěvu Velvyslanectví USA v Praze, kde měl předat ke zveřejnění pro Rádio Svobodná Evropa a Hlas Ameriky jím psané kritické články. Krajský soud v Bratislavě ho odsoudil na 7 let ve vězení v Leopoldově. Jeho odvolání bylo zamítnuto a soudce nejvyššího soudu SSR JUDr. Štefan Minárik mu zvýšil trest na 10 let. Za oznámení trestné činnosti rozkrádání majetku v socialistům vlastnictví dozorci  leopoldovské věznice mu byl přidán rok trestu navíc. Následně byl perzekvován tak, že ho umisťovali na cely k nejhorším vrahům a recidivistům. Ve vězení strávil i listopad 1989, který však pro něj neznamenal propuštění. Teprve po vězeňské vzpouře v Leopoldově ho na jaře 1990 náhodně v souvislosti s ní objevili pracovníci Československé televize. V té době se oficiálně uvádělo, že političtí vězni již na Slovensku ve věznicích nejsou.
O několik týdnů byl dne 8. března 1990 podmíněně propuštěn na svobodu. Paradoxně ho údajně při první tiskové konferenci lidé z Veřejnosti proti násilí předem upozornili, aby nemluvil a nevzpomínal jména lidí z justice a StB, kteří se podíleli na jeho odsouzení. Jeho propuštění urychlilo postupné propuštění i ostatních politických vězňů z oddělení Hlava I.
Po propuštění pracoval jako redaktor v periodikách Slovenský deník, Nový Slovák, Republika, jako šéfredaktor časopisu Svědectví a krátký čas na Ministerstvu obrany SR.
V roce 1992 získal ocenění "nejlepší žurnalista roku" a v roce 1993 2. cenu v literární soutěži v Torontu za knihu Kmotrou mi byla StB. Za tuto knihu získal i cenu v soutěži Povídka Eurotel 2000. V roce 1996 získal prémii novinářské ceny Ľ. Štúra. V letech 1998-2002 byl poslancem zastupitelstva v Bratislavě-Dúbravce.
Jeho rebelská povaha a trauma z sametové revoluce mu nedovolila přizpůsobit se nové době ani na postu redaktora. Přišel o práci, což značně poznamenalo i jeho rodinný život, psychiku a zdravotní stav poškozený následkem vězení. Pomocnou ruku mu v rámci svých možností podalo Světové sdružení bývalých československých politických vězňů. Stal se jeho místopředsedou a později i předsedou sekce násilně odvlečeno. Aktivní prosazoval zájmy obětí totality a publikoval na internetových portálech.
26. května zemřel na infarkt ve věku nedožitých 60 let.

## Ocenění a publikační činnost
- Ocenění "nejlepší žurnalista roku" a v roce 1993
- 2. cenu v literární soutěži v Torontu za knihu Kmotrou mi byla StB[3]
- Kniha Kmotrou mi byla StB získala i cenu v soutěži Povídka Eurotel 2000
- V roce 1996 získal prémii novinářské ceny Ľudovíta Štúra.